# Geest

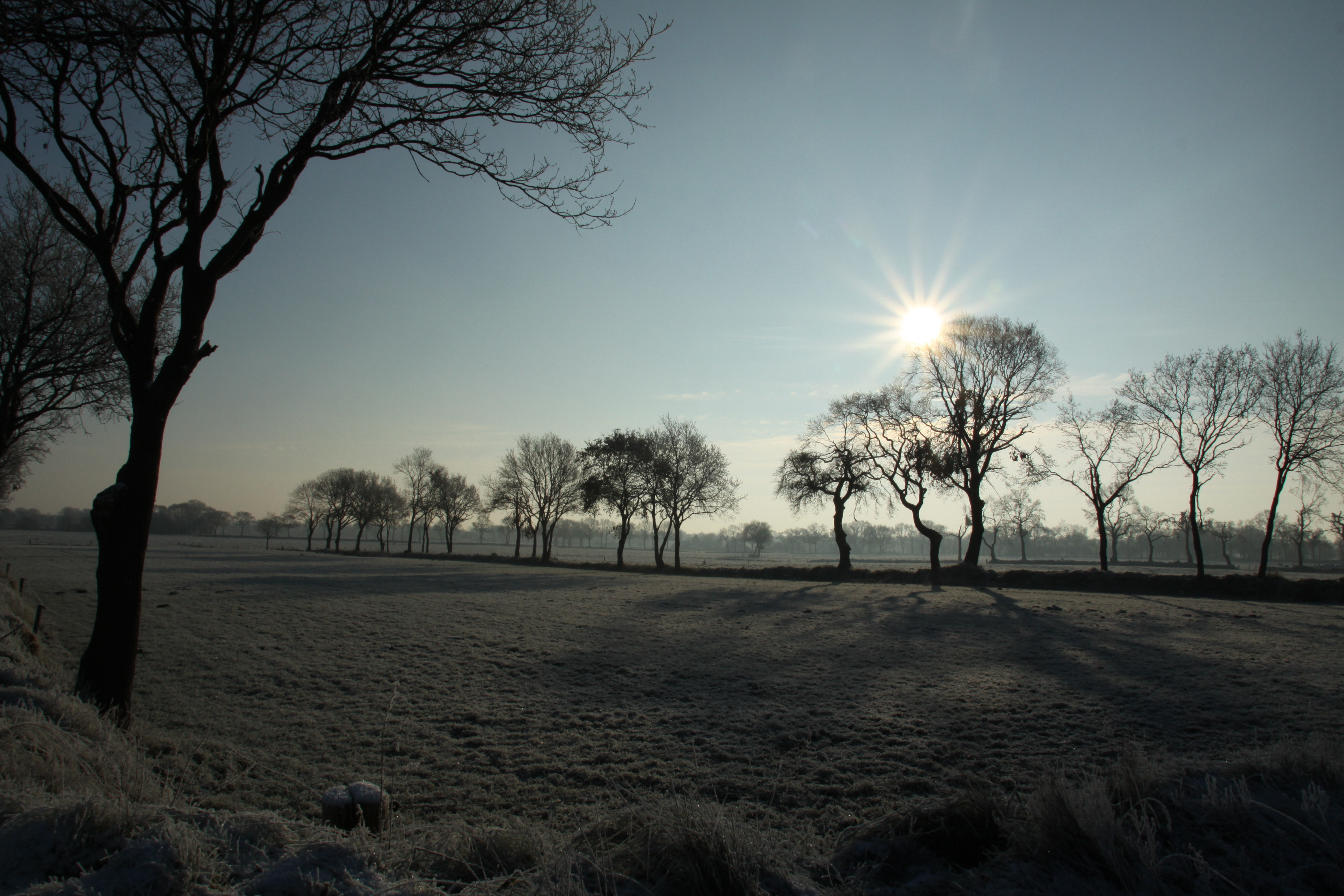
Paesaggio del geest in Frisia occidentale

Il Geest (o Geestland in tedesco) si riferisce a un paesaggio tipico della Germania (in particolare del suo bassopiano settentrionale), dei Paesi Bassi e della Danimarca; o a una parte di questo paesaggio in senso geologico più scientifico.

## Geologia
Il geest è caratterizzato da un terreno dolcemente ondulato e sabbioso, composto da depositi lasciati dopo l'ultima era glaciale (sabbia, ghiaia, argilla e ghiaia).
Le terre del geest sono costituite da morene e arenarie. Sono quasi sempre situati vicino al marschen e sono più alti e quindi più protetti dalle inondazioni. Tuttavia, rispetto al marsch, il terreno povero non è favorevole all'agricoltura. Laddove i margini di un geest arrivano direttamente al mare, spesso si trovano scogliere di sabbia

## Storia
I più antichi insediamenti nel nord della Germania e della Danimarca erano situati su un geestland, in quanto offriva una migliore protezione contro le tempeste. Oggi, diversi insediamenti importanti si trovano al confine tra le geestland e le marschen, dove le persone possono godere di una protezione dalle inondazioni, beneficiando al contempo di un terreno fertile per l'agricoltura.

## Etimologia
In basso tedesco, gest significa "secco" ed è usato qui nel senso di sterile. Un'inflessione della stessa parola, güst, descrive i bovini che non danno più latte.